# Buzica
Buzica este o comună slovacă, aflată în districtul Košice-okolie din regiunea Košice. Localitatea se află la altitudinea de 214 m deasupra n.m., se întinde pe o suprafață de 19,86 km2 și în 2017 număra 1.209 locuitori.

## Istoric
Localitatea Buzica este atestată documentar din 1262.

## Demografie
| An:                | 1994 | 2004   | 2014   | 2024   |
| ------------------ | ---- | ------ | ------ | ------ |
| Număr de persoane: | 1088 | 1157   | 1209   | 1157   |
| Diferență:         |      | +6,34% | +4,49% | −4,30% |

| An:                | 2023 | 2024   |
| ------------------ | ---- | ------ |
| Număr de persoane: | 1177 | 1157   |
| Diferență:         |      | −1,69% |